# Hippolyte Rossignol
Joseph Hippolyte Rossignol, né à Pierre-de-Bresse (Saône-et-Loire) le 30 juillet 1837 et mort le 27 novembre 1919 à Melun (Seine-et-Marne), est un vétérinaire français.

## Biographie
Il est le fils d'un vétérinaire Jean Appolline Rossignol (1813-1881) et de Joséphine Marguerite Franon (1816-1892)
Son père entretient une amitié avec des vétérinaires enseignants : Jean-Henri Magne et Félix Lecoq, qu'Hippolyte rencontra donc enfant. 
Après  de  bonnes  études  au  collège  de  Dole (Jura) il entra en 1856 à l’École vétérinaire de Lyon, alors dirigée par Lecoq. Il en sort diplômé au premier rang, en 1860 et il vient s'installer en Seine-et-Marne à Montereau-Fault-Yonne vers le milieu de 1861. C'est là qu'il rencontre sa future épouse.
Il épouse, le 12 janvier 1865 à Chéroy (Yonne), Marie Georgette Guillaume (1846-1925) avec laquelle il aura deux fils : Paul Maurice Joseph Rossignol (1866-1948) et Lucien Appoline Rossignol (1870-1940).
En 1868, il quitte Montereau et retourne dans son pays natal où il s'installe agriculteur.
Durant la guerre franco-allemande de 1870, il est élu  officier  dans  une compagnie  de  gardes  nationaux, où il ravitaille  en  fourrages  l'armée de  Garibaldi, lors de la bataille de Dijon.  
Après  l'armistice, il se dépensa avec ardeur pour l'élection des  candidats républicains à l'assemblée nationale.
En 1873, il revient exercer la médecine vétérinaire en Seine-et-Marne et s'installe à Melun où il se fait rapidement une clientèle. Il est constamment élu conseiller municipal de Melun de 1882 à 1896 ; il est administrateur de l'hospice de Melun du 25 février 1882 au 19 novembre 1892.

## Le vétérinaire militant
Il s'attacha à la  création d'organisations  professionnelles pour lutter contre l'empirisme encore en vigueur, alors, dans cette profession. Dès 1861, il seconda son collègue René Pouteau, de Melun, dans son projet de créer une société de médecine vétérinaire en Seine-et-Marne, et en décembre 1861 que fut fondée, à Melun, la première société de praticiens vétérinaires de la région parisienne. Il y proposa l'organisation  d'un  Congrès national vétérinaire dont le but principal  devait être la préparation d'un projet de loi réglementant l'exercice de la médecine vétérinaire. Le projet échoua.
D'une volonté déterminée, à son retour en Seine-et-Marne, il reprend sa proposition de 1862 relative à un Congrès National vétérinaire dont il demande la tenue en 1878, au moment de l'Exposition universelle. De ce congrès sortit un projet de loi sur la police sanitaire.
En février 1879, il fonde la Société de Médecine vétérinaire pratique par la réunion des sociétés départementales de Seine-et-Oise, de Seine-et-Marne et du Loiret ; il en fut le secrétaire général. Le 15 juillet 1879, il fonde la revue l'Echo vétérinaire avec ses confrères Jean-François Quivogne, Thierry, Émilien Griolet et Larmet ; il en quitte la rédaction à la suite d'une brouille. En 1881, il fonde, avec Garnier et Biot, la revue la  Presse  vétérinaire.